# فراکسیون آسیایی پاسفیکی آمریکایی کنگره
فراکسیون آسیایی پاسفیکی آمریکایی کنگره (انگلیسی: Congressional Asian Pacific American Caucus) تأسیس شده به تاریخ ۱۶ مه ۱۹۹۴ توسط نرمن مینتا نماینده سابق کنگره آمریکا، فراکسیونی متشکل از اعضای هر دو مجلس کنگره ایالات متحده آمریکا است که علاقهٔ زیادی به ترویج مسایل آسیایی آمریکاییها و مردم جزایر پاسیفیک و دفاع از دغدغه‌های آسیاسیی آمریکایی‌ها و اهالی جزایر پاسفیک هستند. این فراکسیون عموماً شامل نمایندگان دارای تبار آسیای شرقی، آسیای جنوب شرقی، آسیای جنوبی یا جزایر پاسفیک، نمایندگانی که در حوزه انتخابیه‌شان تمرکز بالایی از آسیایی آمریکاییان یا پاسفیک تباران دارند، یا کسانی که به مسایل آسیایی آمریکاییان علاقه‌مندند، است.